# Via (album)
Via (znany też jako Marina Arcangeli) - album solowy Mariny Arcangeli z 1981 roku. Wydany został przez wytwórnię Slot Machine i producenta Marco Lubertiego. Nagrania dokonano w Studio Mamouth w Rzymie.

## Lista utworów
1. Via (Luberti/Brioschi) 3:37
2. Donna non donna (Luberti/B. London) 3:37
3. Girotondo (Luberti/Spampinato) 3:56
4. Io vivo (Luberti/Minghi) 4:54
5. Posso fare a meno di te (Luberti/Spampinato) 4:02
6. Ragazza di strada (Nisa-Tuker-Mantz) 3:00
7. Sporcati (Luberti/Sheets-Kelly-Bernator) 3:35
8. Il tempo di morire (Mogol/Battisti) 6:12